# 맥머도만

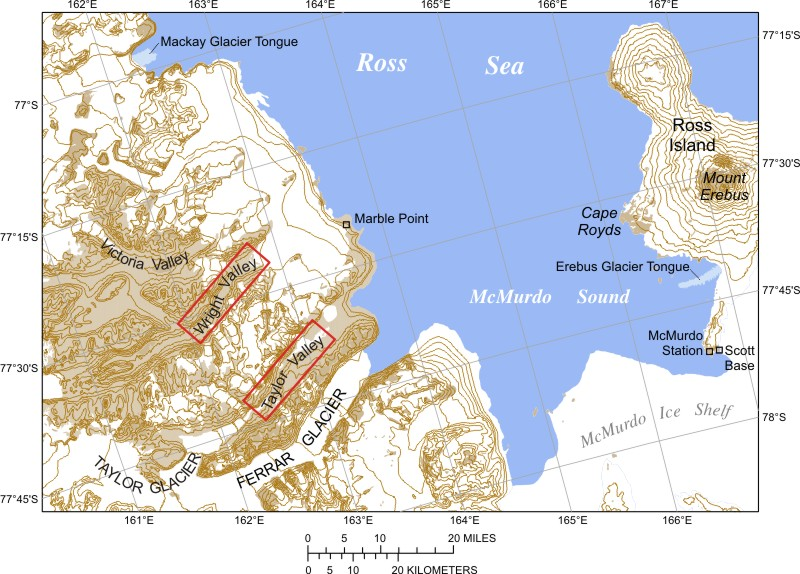
맥머도 만

맥머도만(McMurdo Sound)은 남극 로스해에 위치한 만이다. 세계 최남단에서 항해가 가능한 수역이며 남극에서 약 1,300km(810마일) 떨어져 있다.
제임스 클라크 로스(James Clark Ross) 선장은 1841년 2월에 이 만을 발견했고, 1845년에 버려졌다가 2016년에 다시 발견된 HMS 테러의 아치발드 맥머도(Archibald McMurdo) 중위의 이름을 따서 명명했다.

## 같이 보기
- 맥머도 기지
- 로스해
- 해빙
- 빙산